# Бабина Ријека (Доњи Кукурузари)
Бабина Ријека је насељено место у Банији, у општини Доњи Кукурузари, Сисачко-мославачка жупанија, Република Хрватска.

## Историја
Бабина Ријека се од распада Југославије до августа 1995. године налазила у Републици Српској Крајини. До нове територијалне организације у Хрватској налазила се у саставу бивше велике општине Костајница.

## Други светски рат
Становници села Бабина Ријека, срез Костајница, три дана су узаступно одлучно одбијали пред старешином села да пређу у католичку веру, због чега је извршен покољ народа и спаљивање целог села.

## Становништво
На попису становништва 2011. године, Бабина Ријека је имала 127 становника.
| Националност       | 1991.        | 1981.        | 1971.        |
| Срби               | 222 (88,80%) | 257 (88,92%) | 300 (87,46%) |
| Хрвати             | 24 (9,60%)   | 26 (8,99%)   | 43 (12,53%)  |
| Југословени        | 0            | 5 (1,73%)    | 0            |
| остали и непознато | 4 (1,60%)    | 1 (0,34%)    | 0            |
| Укупно             | 250          | 289          | 343          |

## Попис 1991.
На попису становништва 1991. године, насељено место Бабина Ријека је имало 250 становника, следећег националног састава:
| Попис 1991.‍  | Попис 1991.‍  | Попис 1991.‍ | Попис 1991.‍ | Попис 1991.‍ |
| ------------ | ------------ | ----------- | ----------- | ----------- |
|              |              |             |             |             |
| Срби         | Срби         |             | 222         | 88,80%      |
| Хрвати       | Хрвати       |             | 24          | 9,60%       |
| Грци         | Грци         |             | 1           | 0,40%       |
| неопредељени | неопредељени |             | 3           | 1,20%       |
| укупно: 250  |              |             |             |             |